# Tràng Minh
Tràng Minh là một phường thuộc quận Kiến An, thành phố Hải Phòng, Việt Nam.
Phường Tràng Minh có diện tích 3,8 km², dân số năm 1999 là 7386 người, mật độ dân số đạt 1944 người/km².